# David Wagner (tennisser)
David Wagner (Fullerton, 4 maart 1974) is een Amerikaans rolstoeltennisser die uitkomt in de categorie quad.
Wagner raakte op zijn eenentwintigste bij een duik verlamd. Tussen 1997 en 1999 won hij drie nationale rolstoeltitels op rij en in 2002 werd hij voor het eerst het nummer 1 in het dubbelspel en in 2003 het nummer 1 in het enkelspel. Hij is meervoudig winnaar van het Australian Open en het US Open in zowel het enkel- als het dubbelspel. Hij is drievoudig Paralympisch kampioen in het gemengd dubbelspel (quaddubbel, 2004, 2008 en 2012) – daarnaast won hij drie zilveren en twee bronzen paralympische medailles. Op het Wheelchair Tennis Masters-toernooi, het officieus wereldkampioenschap, won hij niet minder dan elfmaal de enkelspeltitel (2004, 2005, 2007, 2008, 2012–2017 en 2019) en ook elfmaal de dubbelspeltitel (2005–2007, 2009, 2011–2015, 2017 en 2018), steeds samen met zijn landgenoot Nick Taylor.

## Resultaten grandslamtoernooien
| Legenda | Legenda                          |
| ------- | -------------------------------- |
| g.t.    | geen toernooi gehouden           |
| l.c.    | lagere categorie                 |
| –       | niet deelgenomen                 |
| G       | uitgeschakeld in de groepsfase   |
| 1R      | uitgeschakeld in de eerste ronde |
| 2R      | uitgeschakeld in de tweede ronde |
| 3R      | uitgeschakeld in de derde ronde  |
| 4R      | uitgeschakeld in de vierde ronde |
| KF      | uitgeschakeld in de kwartfinale  |
| HF      | uitgeschakeld in de halve finale |
| F       | de finale verloren               |
| W       | het toernooi gewonnen            |
| w-v     | winst/verlies-balans             |

### Enkelspel
| toernooi        | 2007 | 2008 | 2009 | 2010 | 2011 | 2012 | 2013 | 2014 | 2015 | 2016 | 2017 | 2018 | 2019 | 2020 | 2021 | 2022 | 2023 | 2024 | 2025 |
| --------------- | ---- | ---- | ---- | ---- | ---- | ---- | ---- | ---- | ---- | ---- | ---- | ---- | ---- | ---- | ---- | ---- | ---- | ---- | ---- |
| Australian Open | g.t. | F    | F    | F    | W    | F    | W    | W    | F    | F    | G    | F    | F    | G    | KF   | KF   | HF   | 1R   | 1R   |
| Roland Garros   | g.t. | g.t. | g.t. | g.t. | g.t. | g.t. | g.t. | g.t. | g.t. | g.t. | g.t. | g.t. | F    | HF   | HF   | HF   | HF   | KF   |      |
| Wimbledon       | g.t. | g.t. | g.t. | g.t. | g.t. | g.t. | g.t. | g.t. | g.t. | g.t. | g.t. | g.t. | HF   | g.t. | HF   | HF   | KF   | KF   |      |
| US Open         | F    | g.t. | F    | W    | W    | g.t. | F    | F    | F    | g.t. | W    | F    | G    | G    | KF   | HF   | HF   | g.t. |      |

### Dubbelspel
- Het dubbelspel op de grandslamtoernooien bestond tot en met Wimbledon 2021 alleen uit een finale.

| toernooi        | 2007 | 2008 | 2009 | 2010 | 2011 | 2012 | 2013 | 2014 | 2015 | 2016 | 2017 | 2018 | 2019 | 2020 | 2021 | 2022 | 2023 | 2024 | 2025 |
| --------------- | ---- | ---- | ---- | ---- | ---- | ---- | ---- | ---- | ---- | ---- | ---- | ---- | ---- | ---- | ---- | ---- | ---- | ---- | ---- |
| Australian Open | g.t. | W    | W    | W    | F    | F    | W    | W    | W    | W    | W    | F    | F    | F    | F    | W    | HF   | W    | KF   |
| Roland Garros   | g.t. | g.t. | g.t. | g.t. | g.t. | g.t. | g.t. | g.t. | g.t. | g.t. | g.t. | g.t. | W    | W    | W    | HF   | HF   | HF   |      |
| Wimbledon       | g.t. | g.t. | g.t. | g.t. | g.t. | g.t. | g.t. | g.t. | g.t. | g.t. | g.t. | g.t. | F    | g.t. | W    | F    | HF   | HF   |      |
| US Open         | W    | g.t. | W    | W    | W    | g.t. | W    | W    | W    | g.t. | W    | W    | F    | F    | HF   | F    | KF   | g.t. |      |